# Heaviside (krater księżycowy)
Heaviside – duży krater uderzeniowy położony na niewidocznej z Ziemi stronie Księżyca. Znajduje się na wschodnim brzegu krateru Keeler, który jest mniej zniszczony niż Heaviside. Na północy znajduje się krater Stratton, a na południowym wschodzie krater Aitken.
Zewnętrzna ściana krateru Heaviside jest zniszczona przez późniejsze zderzenia, szczególnie na północnej i południowej krawędzi. Jedynie wschodnia część pozostaje stosunkowo nietknięta, ale zachodnia jest uszkodzona przez krater Keeler.

## Satelickie kratery
| Heaviside | Szerokość | Długość  | Średnica |
| --------- | --------- | -------- | -------- |
| B         | 5,5° S    | 169,3° E | 23 km    |
| C         | 5,7° S    | 171,1° E | 28 km    |
| D         | 6,7° S    | 171,8° E | 18 km    |
| E         | 10,2° S   | 169,2° E | 12 km    |
| F         | 10,8° S   | 172,8° E | 14 km    |
| K         | 13,3° S   | 168,5° E | 110 km   |
| N         | 11,8° S   | 166,6° E | 18 km    |
| Z         | 8,8° S    | 166,8° E | 12 km    |